# The Sims 4
The Sims 4 – komputerowa gra symulacyjna, będąca czwartą częścią serii The Sims, w której gracze sterują życiem wirtualnych ludzi. Gra została opracowana przez Maxis, a wydana przez Electronic Arts 2 września 2014 na platformę Microsoft Windows oraz 17 lutego 2015 na system macOS. Wersje na konsole PlayStation 4 i Xbox One ukazały się 17 listopada 2017.

## Rozgrywka
W odróżnieniu od poprzednich części serii The Sims postacie (zwane w grze „simami”) mogą przeżywać emocje takie jak złość, radość, które mają wpływ na ich rozwój (np. zdolności sportowe, inteligencję).
Producenci nie umieścili w grze wielu opcji znanych z poprzednich części serii. Nie ma możliwości przemieszczania się po okolicy bez pojawiających się ekranów ładowania mapy. Brakuje też otwartego otoczenia, co było nowością w poprzedniej części – The Sims 3. Początkowo twórcy oznajmili, że w nowej odsłonie nie pojawią się niektóre elementy znane z poprzednich części serii takie jak np. obecność małych dzieci. Spowodowało to negatywną reakcję fanów. W późniejszym okresie zapowiedzieli jednak, że dodatki pojawią się w kolejnych aktualizacjach gry. W styczniu 2017 wydano darmową aktualizację zatytułowaną The Sims 4: Małe dzieci wprowadzającą do gry dzieci.

## Produkcja i wydanie
Produkcja The Sims 4 została zapowiedziana przez studio Maxis 6 maja 2013 roku. Gra została zaprezentowana podczas targów Gamescom w sierpniu 2013, a następnie w czerwcu 2014 na targach Electronic Entertainment Expo w Los Angeles.
18 października 2022 poinformowano o przejściu gry na model płatności free-to-play.

## Rozszerzenia oraz zawartość do pobrania
Zasugerowano, aby wydzielić z tego artykułu fragmenty do artykułu Zawartość do pobrania do The Sims 4.  (dyskusja)
Podobnie jak w przypadku poprzednich części serii, gra została wzbogacona o zawartość do pobrania z platformy Origin. Twórcy gry podzielili je na „akcesoria” (dodają nowe ubrania, przedmioty, meble itd. bez znaczących zmian w rozgrywce) oraz „pakiety rozgrywki” (dodatkowo wprowadza nowe funkcje, zmiany w rozgrywce). Oprócz tego wydawane są rozszerzenia, znacznie rozbudowujące rozgrywkę The Sims 4.

### Pakiety rozgrywki
- The Sims 4: Ucieczka w plener (ang. Outdoor Retreat) – pakiet wydano 13 stycznia 2015 roku. Rozszerza rozgrywkę o możliwość uczestniczenia w aktywności poza miastem w nowej lokacji – Granitowych Kaskadach[18].
- The Sims 4: Dzień w spa (ang. Spa Day) – umożliwia graczom odwiedzenie spa, siłowni lub ośrodka masażu. Światowa premiera odbyła się 14 lipca 2015 roku[19].
- The Sims 4: Zjedzmy na mieście (ang. Dine Out) – pakiet został wydany 7 czerwca 2016 roku. Umożliwia odwiedzanie restauracji i prowadzenie własnych[20].
- The Sims 4: Wampiry (ang. Vampires) – pakiet wydano 24 stycznia 2017 roku. Umożliwia graczowi wcielenie się w postać wampira oraz pozwoli odwiedzić nowe miasto – Forgotten Hollow[21].
- The Sims 4: Być rodzicem (ang. Parenthood) – dodaje możliwość podjęcia opieki nad potomstwem. Pakiet został wydany 30 maja 2017[22].
- The Sims 4: Przygoda w dżungli (ang. Jungle Adventure) – pakiet oferuje dostęp do nowego miasta Selvadorada inspirowanego tropikalną dżunglą Ameryki Południowej oraz szereg aktywności związanych z archeologią i poszukiwaniem skarbów. Został wydany 27 lutego 2018[23].
- The Sims 4: StrangerVille – rozszerza rozgrywkę o możliwość odwiedzenia tajemniczego miasta StrangerVille. Pakiet ukazał się 26 lutego 2019[24].
- The Sims 4: Kraina magii (ang. Realm of Magic) – pozwala na wcielenie się w rolę czarodzieja. Pakiet wydano 10 września 2019[25].
- The Sims 4: Wyprawa na Batuu (ang. Journey to Batuu) – pakiet dodaje nowy świat o nazwie Batuu z fabułą i postaciami inspirowanymi Gwiezdnymi wojnami. Został wydany 8 września 2020[26].
- The Sims 4: Wystrój marzeń (ang. Dream Home Decorator) – dziesiąty pakiet rozgrywki, który skupia się na karierze dekoratora wnętrz. Został wydany 1 czerwca 2021[27].
- The Sims 4: Ślubne historie (ang. My Wedding Stories) – pakiet dodaje nowe obiekty i aktywności związane ze ślubami i randkami oraz nowe miasto Tartosa inspirowane greckimi wybrzeżami. Został wydany 17 lutego 2022[28].
- The Sims 4: Wilkołaki (ang. Werewolves) – pakiet rozgrywki, który dodaje do gry wilkołaki. Jego premiera odbyła się 16 czerwca 2022[29].

### Akcesoria
- The Sims 4: Wytworne przyjęcie (ang. Luxury Party Stuff) – DLC pozwala graczom na wydanie przyjęcia dla gości. Zostało wydane 19 maja 2015[30].
- The Sims 4: Perfekcyjne Patio (ang. Perfect Patio Stuff) – umożliwia zaaranżowanie przestrzeni do wypoczynku pod gołym niebem. Wprowadza do gry interaktywne wanny z hydromasażem, obiekty i dekoracje pozwalające wypełnić przestrzeń na tarasie oraz przy basenie, a także nowe ubrania i fryzury. Zostało wydane 16 czerwca 2015 roku[31].
- The Sims 4: Kuchnia na wypasie (ang. Cool Kitchen Stuff) – pozwala na dodanie nowego sprzętu kuchennego. DLC pojawiło się w sprzedaży 11 sierpnia 2015 roku[32].
- The Sims 4: Upiorności (ang. Spooky Stuff) – dodaje możliwość ubrania postaci w kostiumy związane z Halloween. DLC zostało udostępnione 29 września 2015 roku[33].
- The Sims 4: Kino domowe (ang. Movie Hangout Stuff) – umożliwia umieszczenie w pokoju kina domowego, dodaje nowe meble i elementy dekoracyjne. Zostało wydane 12 stycznia 2016 roku[34].
- The Sims 4: Romantyczny ogród (ang. Romantic Garden Stuff) – dodaje wiele obiektów, które można umieścić w ogrodzie np. studnię życzeń i fontannę. Dostępne od 9 lutego 2016 roku[35].
- The Sims 4: Pokój dzieciaków (ang. Kids Room Stuff) – gracz może zmienić młodszym simom pokój, dodać teatrzyk kukiełkowy oraz arenę pustkostworków. Akcesoria są dostępne od 28 czerwca 2016 roku[36].
- The Sims 4: Zabawa na podwórku (ang. Backyard Stuff) – pozwala graczom dostosować wystrój ogrodu dzięki roślinom i stylowym lampom, przebrać się w nowe, swobodne ubrania oraz skorzystać z nowych ślizgawek. Zostały wydane 19 lipca 2016[37].
- The Sims 4: Styl dawnych lat (ang. Vintage Glamour Stuff) – akcesoria związane ze stylem „vintage”. Pojawiły się 6 grudnia 2016 roku[38].
- The Sims 4: Wieczór na kręgielni (ang. Bowling Night Stuff) – akcesoria dodają możliwość gry w kręgle. Zostały wydane 29 marca 2017 roku[39].
- The Sims 4: Fitness (ang. Fitness Stuff) – rozszerzenie dodaje możliwość ćwiczeń na bieżni wspinaczkowej oraz innych przyrządach sportowych. Zostało wydane 20 czerwca 2017 roku[40].
- The Sims 4: Małe dzieci (ang. Toddler Stuff) – rozszerzenie pozwala na udekorowanie pokoju potomstwa oraz budowę placu zabaw wyposażonego m.in. w tunele i baseny z piłeczkami. Dodatek ukazał się 24 sierpnia 2017[41].
- The Sims 4: Wielkie pranie (ang. Laundry Day Stuff) – rozszerzenie dodaje możliwość prania brudnych ubrań simów. Udostępniono m.in. suszarki na ubrania, sznur do rozwieszania prania oraz pralkę ręczną. Polska premiera odbyła się 16 stycznia 2018[42].
- The Sims 4: Mój pierwszy zwierzak (ang. My First Pet Stuff) – dodaje do gry nowe zwierzęta – chomika oraz jeża. Ponadto dodano przedmioty nawiązujące kształtem lub kolorem do zwierząt oraz nowe stroje dla nich i simów. Jest to pierwszy zestaw w historii serii, który wymaga innego dodatku (tzn. Psy i koty)[43]. Premiera odbyła się 13 marca 2018[44].
- The Sims 4: Moschino (ang. Moschino Stuff) – dodaje do gry ubrania włoskiej marki Moschino, pozwala też wcielić się w rolę fotografa mody[45]. Dodatek ukazał się 13 sierpnia 2019 w wersji na komputery osobiste, natomiast na PlayStation 4 i Xbox One został wydany 3 września tego samego roku[46].
- The Sims 4: Kompaktowe wnętrza (ang. Tiny Living Stuff) – akcesorium pozwala na tworzenie małych domów, a co za tym idzie także wyposażania ich w przedmioty, które z zasady zajmują mniej miejsca niż tradycyjne meble. Dodatkowo gracz otrzymuje specjalne premie za wykonywanie zadań na specjalnie przygotowanej do tego celu parceli. Dodatek ukazał się 21 stycznia 2020 w wersji na PC, natomiast wersja dla konsol PlayStation 4 oraz Xbox One ukazała się w 20. rocznicę powstania serii The Sims – 4 lutego 2020[47].
- The Sims 4: Włóczkowe historie (ang. Nifty Knitting Stuff) – pozwala na szycie ubrań w grze. Dodatek ukazał się 28 lipca 2020 w wersji na komputery osobiste[48].
- The Sims 4: Zjawiska paranormalne (ang. Paranormal Stuff) – pakiet umożliwiający simom kontakty ze zjawiskami nadprzyrodzonymi. Ukazał się 26 stycznia 2021[49].
- The Sims 4: Domowy kucharz (ang. Home Chef Hustle) – akcesorium rozszerza sposób, w jaki simowie mogą przygotowywać swoje potrawy, dodając do gry półprodukty[50]. Premiera odbyła się 28 września 2023[51].

### Dodatki
Ukazały się następujące, pełnoprawne rozszerzenia do gry:
- The Sims 4: Witaj w pracy (ang. Get to Work) – pierwszy oficjalny dodatek do gry The Sims 4, którego premiera odbyła się 2 kwietnia 2015. Dodatek pozwala graczowi na prowadzenie własnego biznesu oraz pracę w kilku różnych zawodach (detektyw, lekarz i naukowiec)[52].
- The Sims 4: Spotkajmy się (ang. Get Together) – dodatek do gry, skupiający się na aspektach towarzyskich simów. Jego premiera odbyła się 10 grudnia 2015[53].
- The Sims 4: Miejskie życie (ang. City Living) – wprowadza możliwość zamieszkania w wieżowcu oraz uczestnictwa w festiwalach. Pakiet wydano 3 listopada 2016[54].
- The Sims 4: Psy i koty (ang. Cats & Dogs) – rozszerza grę o możliwość zaopiekowania się psami i kotami oraz rozwój kariery weterynarza. Rozszerzenie pojawiło się 10 listopada 2017[55].
- The Sims 4: Cztery pory roku (ang. Seasons) – wprowadza do gry zmienne warunki pogodowe. Dodatek ukazał się 22 czerwca 2018[56].
- The Sims 4: Zostań gwiazdą (ang. Get Famous) – zawartość dodana 16 listopada 2018, koncentrująca się na świecie show-biznesu i zdobywaniu sławy przez simów[57].
- The Sims 4: Wyspiarskie życie (ang. Island Living) – rozszerzenie do gry, wprowadzające do niej możliwość zamieszkania na tropikalnej wyspie, syreny oraz karierę ekologa. Ukazało się 21 czerwca 2019[58].
- The Sims 4: Uniwersytet (ang. Discover University) – dodatek wydany 15 listopada 2019 na PC oraz 17 grudnia 2019 na konsolach. Wprowadza możliwość studiowania i prowadzenia życia akademickiego[59].
- The Sims 4: Życie eko (ang. Eco Lifestyle) – rozszerzenie, którego tematyką jest ekologia. Wydane zostało 5 czerwca 2020[60].
- The Sims 4: Śnieżna eskapada (ang. Snowy Escape) – wprowadza możliwość uprawiania sportów zimowych. Wydane zostało 13 listopada 2020[61].
- The Sims 4: Wiejska sielanka (ang. Cottage Living) – dodatek zapowiedziano w czerwcu 2021. Umożliwia graczom wcielenie się w farmera. Premiera odbyła się 22 lipca 2021[62].
- The Sims 4: Licealne lata (ang. High School Years) – pozwala simom na uczestnictwo w zajęciach szkolnych. Premiera odbyła się 28 lipca 2022[63].
- The Sims 4: Razem raźniej (ang. Growing Together) – zawartość z 16 marca 2023, która rozbudowuje relacje rodzinne i wprowadza do gry niemowlęta[64].
- The Sims 4: Ranczo (ang. Horse Ranch) – pakiet z 20 lipca 2023, umożliwiający hodowlę koni, kóz miniaturowych oraz owiec[65].
- The Sims 4: Do wynajęcia (ang. For Rent) – rozszerzenie z 7 grudnia 2023, które wprowadza możliwość posiadania i wynajmowania nieruchomości innym simom[66][67].
- The Sims 4: Zakochaj się (ang. Lovestruck) – wydany 25 lipca 2024 dodatek skupiający się na randkowaniu i romantycznych relacjach[68].
- The Sims 4: Życie i śmierć (ang. Life & Death) – dodatek pozwala simom na organizację pogrzebów. Ukazał się 31 października 2024[69].
- The Sims 4: Dochodowe hobby (ang. Businesses & Hobbies) – premiera DLC odbyła się 6 marca 2025. Umożliwia simom rozwijanie swoich pasji i zamianę ich w źródło dochodu[70].
- The Sims 4: Czar natury (ang. Nature) – rozszerzenie zaplanowane na 10 lipca 2025. Wprowadza elementy magii i życia w harmonii z naturą[71]

### Kolekcje
W 2021 pojawił się nowy rodzaj rozszerzeń – tzw. kolekcje (ang. kits). Zawierają jedynie drobne ulepszenia rozgrywki i skupiają się na jednym aspekcie gry – rozgrywce, trybie „stwórz sima”, czy trybie budowania/kupowania. Dotychczas ukazały się następujące kolekcje: Wiejska kuchnia, To były czasy, Wielkie porządki, Oaza na patio, Industrialny loft, Dzielnica mody, Lotniskowy szyk, Kwitnące wnętrza, Nowoczesna moda męska, Karnawałowa moda, Wnętrza z przepychem, Księżycowy szyk, Mali obozowicze, Mali modnisie, Oaza wystroju, Pastelowy czar, Codzienny nieład, Simtymność, Łazienkowe szpargały, Powrót grunge’u, Kącik czytelniczy, Zielony zakątek, Piwniczne skarby, Powrót grunge’u, Kącik czytelniczy, Basenowa moda oraz Współczesny luksus.

### Kolekcje twórców
Pod koniec 2024 roku producent udostępnił nowy rodzaj rozszerzeń do gry – kolekcje twórców. Pierwszymi z nich były Powrót retro stworzony przez moddera Myshunosims oraz Piżama party autorstwa Trillyke. Premierę miały 14 listopada 2024 roku. O wprowadzeniu kolekcji twórców producent poinformował we wrześniu 2024 roku.

## Odbiór gry
Gra spotkała się z mieszanymi reakcjami krytyków, uzyskując średnią z ocen 70/100 według serwisu Metacritic oraz 68,73% według agregatora GameRankings. Redaktor serwisu Gry-Online, Norbert Jędrychowski, przyznał grze ocenę 7,5/10 chwaląc dopracowany system przeżywania emocji i przystępny kreator tworzenia postaci. Skrytykował natomiast wadliwą pracę kamery, drażniące ekrany ładowania, nieciekawe miasto i brak elementów znanych z poprzednich odsłon serii. W czerwcu 2016 poinformowano, że sprzedano ponad 5 mln egzemplarzy gry. W 2018 podano informację, że łączna liczba pobrań wszystkich dodatków do gry wyniosła ponad 30 milionów.